# ایمانی (خواننده)
نادیا ملادجو (به فرانسوی: Nadia Mladjao) مشهور به ایمانی (فرانسوی: Imany‎؛ زادهٔ ۵ آوریل ۱۹۷۹) خواننده-ترانه‌پرداز موسیقی سول و پاپ اهل فرانسه است. او از سال ۲۰۰۸ میلادی تاکنون مشغول فعالیت بوده و نخستین آلبومش، شکل یک قلب شکسته (The Shape of a Broken Heart) که سال ۲۰۱۱ منتشر شد با فروشی فوق‌العاده در کشورهای فرانسه، یونان و لهستان گواهینامه پلاتین گرفت.